# Шастин, Иннокентий Всеволодович
Иннокентий Всеволодович Шастин (23 октября 1923, Чарджуй — 21 августа 1999, Москва) — советский учёный-медик, терапевт и кардиолог, организатор здравоохранения и медицинской науки, доктор медицинских наук (1972), профессор (1973), генерал-майор медицинской службы (1976). Лауреат Государственной премии СССР (1987).

## Биография
Родился 23 октября 1923 года в городе Чарджоу.
В 1941 году окончил 10 классов школы в городе Тайга и поступил в Военно-морскую медицинскую академию. В 1942 году весь второй курс был направлен на фронт; воевал в составе медицинских частей Ленинградского фронта, был участником обороны Ленинграда, где в ходе боёв получил тяжёлое ранение. В 1943 году после излечения в военном госпитале продолжил обучение в Военно-морской медицинской академии, которую окончил в 1947 году и до 1954 года служил в действующей армии в должности ординатора терапевтического отделения Главного военно-морского госпиталя Балтийского флота. С 1954 по 1956 год проходил обучение на кафедре госпитальной терапии факультета усовершенствования врачей Военно-медицинской академии имени С. М. Кирова.
С 1956 года начал свою научно-педагогическую деятельность на кафедре терапии Военно-медицинской академии имени С. М. Кирова в должностях: преподаватель и старший преподаватель, с 1973 по 1976 год — профессор и заместитель начальника кафедры терапии этой академии. В 1976 году И. В. Шастину Постановлением СМ СССР было присвоено звание генерал-майор медицинской службы. С 1976 по 1989 год — главный терапевт Центрального военного клинического госпиталя № 2 и заместитель главного терапевта Министерства обороны СССР.

### Научно-педагогическая деятельность и вклад в науку
Основная научно-педагогическая деятельность И. В. Шастина была связана с вопросами в области артериальной гипертензии, различных кардиоваскулярных сдвигов, вопросам военно-профессиональной патологии и неотложным состояниям.
В 1956 году И. В. Шастин защитил кандидатскую диссертацию на соискание учёной степени кандидат медицинских наук по теме: «Лечение гипертонической болезни», в 1972 году — докторскую диссертацию: «Кардиоваскулярные расстройства у человека в Прибрежной и Центральной Антарктиде». В 1973 году ему было присвоено учёное звание профессора.
И. В. Шастин автор более сто двадцати научных работ, им были подготовлены более семи кандидатов и докторов наук. Был участником IX Всемирного конгресса кардиологов, на котором выступил с докладом по коллоидно-осмотическому статусу при неотложных состояниях. В 1987 году За коллективный цикл работ, обобщенный тематикой «Человек в экстремальных условиях обитания» И. В. Шастину была присвоена Государственная премия СССР.
В октябре 1975 — августе 1989 — главный терапевт 2-го Центрального военного госпиталя. Одновременно был заместителем главного терапевта Министерства обороны СССР.
Скончался 24 августа 2001 года в Москве. Похоронен в Москве на Троекуровском кладбище.

## Награды и премии
- два ордена Красной Звезды (29.03.1946, 30.12.1956)
- Медаль «За боевые заслуги» (27.12.1951)
- Медаль «За победу над Германией в Великой Отечественной войне 1941—1945 гг.»[3]
- Государственная премия СССР (1987)[1]